# Louis Hebbelmann
Louis Hebbelmann (* 26. September 1998) ist ein deutscher Fußballspieler.

## Karriere
Er begann mit dem Fußballspielen in der Jugendabteilung des SV Meppen. Nachdem er dort alle Jugendmannschaften durchlaufen hatte, wechselte er im Sommer 2017 zum SV Langen in die Bezirksliga Weser-Ems Gruppe 3. Nach zwei Spielzeiten schloss er sich im Sommer 2019 ligaintern wieder seinem Jugendverein an und wurde in den Kader der 2. Mannschaft aufgenommen.
Aufgrund eines Corona-Ausbruchs in der 1. Mannschaft kam er am 19. März 2022, dem 31. Spieltag, beim 0:0-Auswärts-Unentschieden gegen den 1. FC Magdeburg zu seinem Profidebüt in der 3. Liga, bei dem er in der 76. Spielminute für Moritz Hinnenkamp eingewechselt wurde.